# 沃爾納特里奇 (特拉華州)
沃爾納特里奇（英語：Walnut Ridge）是位於美國特拉華州紐卡斯爾縣的一個非建制地區。該地的面積和人口皆未知。

## 地理
沃爾納特里奇的座標為39°48′10″N 75°37′52″W / 39.80278°N 75.63111°W，而該地的平均海拔高度為97米（即318英尺）。